# Marcel Rohner
Marcel Rohner (Baar, 21 giugno 1964) è un bobbista svizzero.

## Biografia
Ai XVIII Giochi olimpici invernali (edizione disputatasi nel 1998 a Nagano, Giappone) vinse la medaglia d'argento nel Bob a 4 con i connazionali Markus Nüssli, Markus Wasser e Beat Seitz partecipando per la nazionale svizzera, superati da quella tedesca a cui andò la medaglia d'oro. 
Il tempo totalizzato fu di 2:40,01, con un distacco breve dalla prima classificata: 2:39,41.
Inoltre ai campionati mondiali vinse alcune medaglie:
- 1996, argento nel bob a quattro con Markus Wasser, Thomas Schreiber e Roland Tanner
- 1999, argento nel bob a quattro con Markus Nüssli, Beat Hefti e Silvio Schaufelberger.